# Садовская, Ксения Михайловна
Ксения Михайловна Садовская (род. 17 марта 1991 года, в Витебске) — белорусская конькобежка. Участница зимних Олимпийских игр 2018 года. Многократная чемпион и призёр республики Беларусь. Мастер спорта международного класса.

## Биография
Ксения Садовская начала заниматься конькобежным спортом в возрасте 9-ти лет. В 2003 году 11-летняя спортсменка впервые выступила на национальном чемпионате Белоруссии в спринте и заняла 18-е место в многоборье. В 2005 году выиграла бронзовую медаль на юниорском чемпионате Белоруссии в многоборье, а в 2007 году попала в национальную сборную.
Её дебют на Кубке мира среди юниоров состоялся в сезоне 2008/09, после чего в 2010 году участвовала на чемпионате мира среди юниоров. В том же году она выиграла на Национальном чемпионате дистанцию 1000 м и заняла 3-е место на 500 м. Следующие два года она участвовала на Национальных чемпионатах, где стала 2-й в спринте и была на подиумах на дистанциях 500 м и 1000 м. В декабре 2012 года Ксения участвовала на 1-м чемпионате мира среди университетов FISU и выиграла на дистанции 500 м.
В 2013 году Садовская приняла участие на зимней Универсиаде в Трентино, где её лучшим местом стало 12-е на дистанции 500 м. В 2015 году на чемпионате мира в спринтерском многоборье в Астане заняла 24-е место. Через год на чемпионате мира в Сеуле поднялась на 27-е место в спринте.
В 2018 году Ксения дебютировала на чемпионате Европы на отдельных дистанциях в Коломне, где заняла 13-е место на дистанции 500 м. В феврале 2018 года на зимних Олимпийских играх в Пхёнчхане, она заняла 30-е место на дистанции 500 м с результатом 39,64 сек. В том же году в мае она заявила о завершении карьеры спортсменки.

## Личная жизнь
Ксения Садовская в 2013 году окончила Белорусский государственный университет физической культуры на факультете физического воспитания. Она переехала на проживание в США и в 2020 году работала персональным тренером в спортивном клубе Денвера. В августе того года стала частным предпринимателем, которым работает и в настоящее время. Также стажировалась помощником тренера по силовой и физической подготовке в Дартмутском колледже с сентября 2021 по май 2022 года.